# Dumanjug
Dumanjug (Bayan ng Dumanjug) är en kommun i Filippinerna. Kommunen tillhör provinsen Cebu och ligger på ön med samma namn. Folkmängden uppgår till 44 807 invånare.

## Barangayer
Dumanjug är indelat i 37 barangayer.
| - Balaygtiki - Bitoon - Bulak - Bullogan - Doldol - Kabalaasnan - Kabatbatan - Calaboon - Kambanog - Camboang - Candabong - Kang-actol - Kanghalo | - Kanghumaod - Kanguha - Kantangkas - Kanyuko - Cogon - Kolabtingon - Cotcoton - Lamak - Lawaan - Liong - Manlapay - Masa | - Matalao - Paculob - Panlaan - Pawa - Ilaya (Pob.) - Poblacion Looc - Poblacion Sima - Tangil - Tapon - Tubod-Bitoon - Tubod-Dugoan - Poblacion Central |

## Bildgalleri

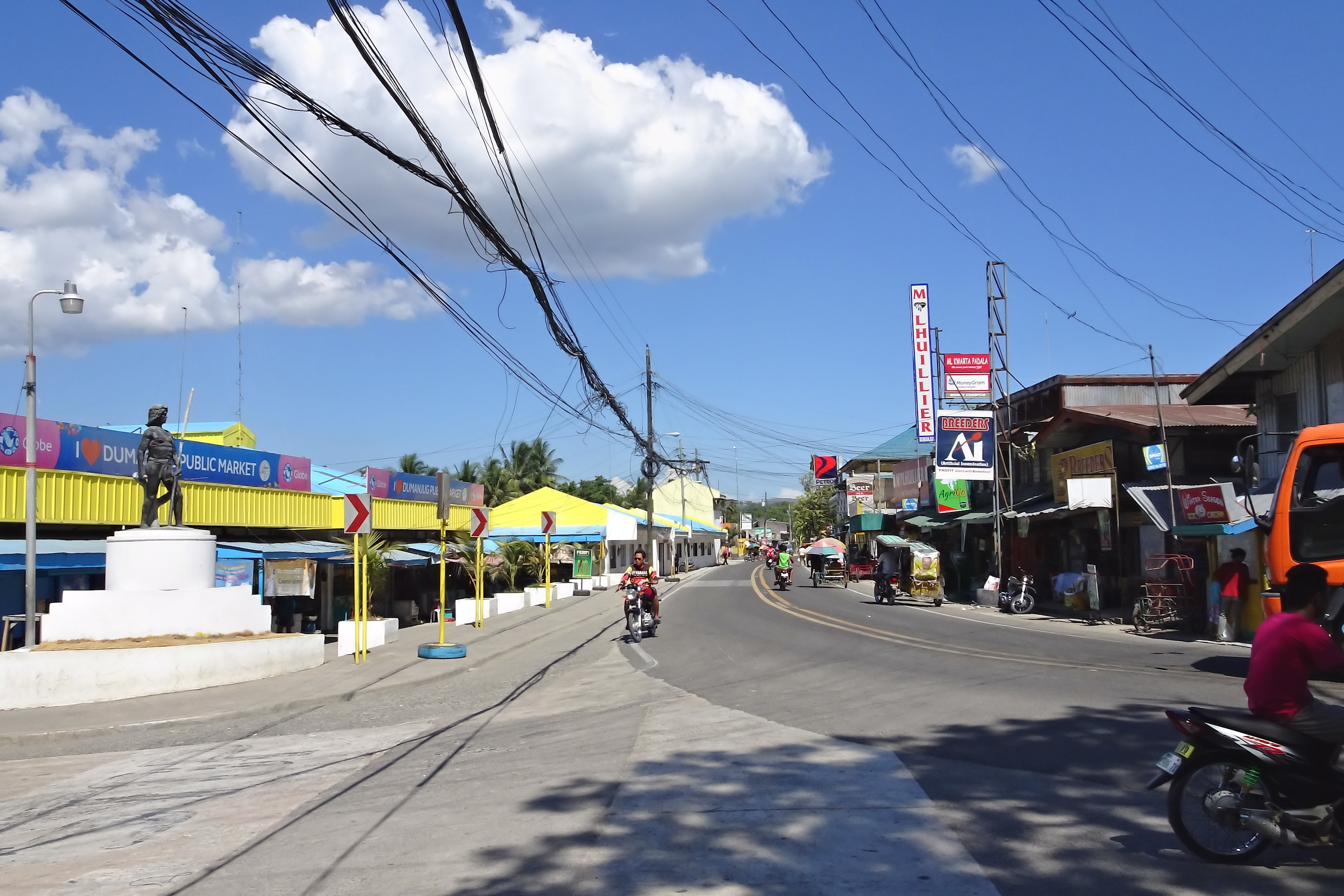
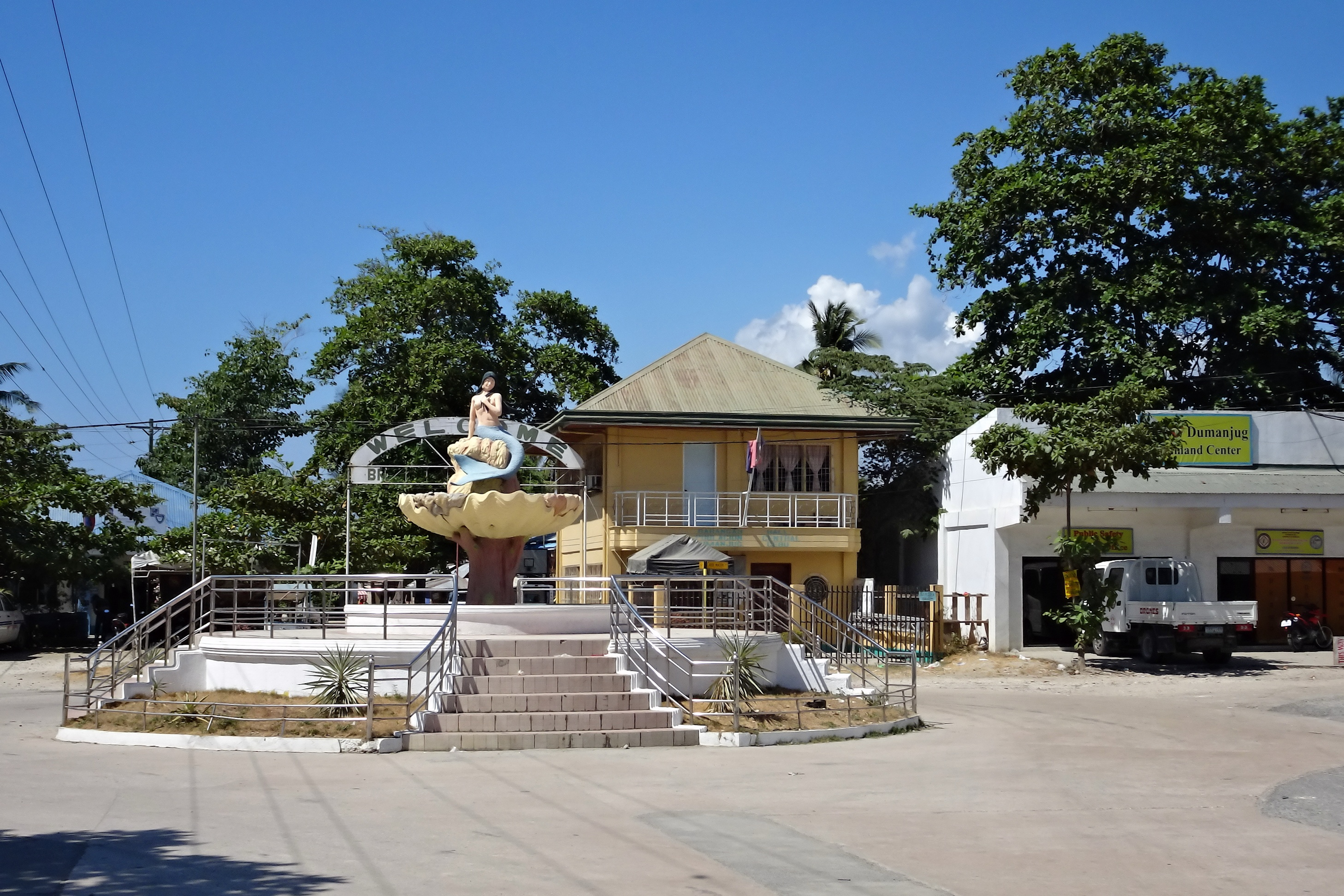